# Walther von Moßner

Walther von Moßner

Walther Reinhold Moßner, ab 1890 von Moßner, auch Mossner  (* 19. Februar 1846 in Berlin; † 20. April 1932 in Heidelberg) war ein preußischer General der Kavallerie.

## Leben

### Herkunft
Walther war der Sohn des jüdischen Bankiers Jakob Wilhelm Mossner, Gutsherr auf Ulbersdorf (Landkreis Oels), und dessen Ehefrau Henriette Cäcilie, geborene Riese. Moßner wurde am 26. April 1846 in der St.-Nikolai-Kirche evangelisch getauft. Georg Graf von Arco war sein Vetter.

### Militärkarriere
Als Kavallerist trat Moßner 1865 in das Königs-Husaren-Regiment (1. Rheinisches) Nr. 1 der Preußischen Armee in Bonn ein. Trotz der Ablehnung der anderen Offiziere entsprach König Wilhelm I. damit dem Wunsch von Walthers Vater.
Im Deutschen Krieg ausgezeichnet, nahm er 1870/71 am Krieg gegen Frankreich teil, erhielt beide Klassen des Eisernen Kreuzes und wurde 1872 als Adjutant in den Generalstab der 22. Kavallerie-Brigade kommandiert. Als Major im Leib-Garde-Husaren-Regiment in Potsdam wurde Moßner am 27. Januar 1890 in Berlin in den preußischen Adelsstand erhoben. Kaiser Wilhelm II. ernannte ihn 1892 zu seinem Flügeladjutanten. Von 1896 bis 1898 war er Kommandeur der 3. Kavallerie-Brigade in Stettin. 1899 wurde Moßner zum Generalmajor befördert und übernahm am 10. Juni das Kommando über die Garde-Kavallerie-Division. Seit dem 18. Mai 1901 war er Kommandeur der 30. Division. Im April 1903 wurde er Gouverneur von Straßburg und in dieser Stellung am 1. März 1907 à la suite des Leib-Garde-Husaren-Regiments gestellt worden. Im Januar 1910 wurde Moßner unter Verleihung des Sterns der Komture des Königlichen Hausordens von Hohenzollern mit der gesetzlichen Pension zur Disposition gestellt.
Er war außerdem ab 1911 vom Kaiser ernanntes Mitglied der Ersten Kammer des Landtages des Reichslandes Elsaß-Lothringen. Im März 1914 verlieh ihm Wilhelm II. außerdem den Verdienstorden der Preußischen Krone.
Während des Ersten Weltkriegs wurde Moßner als z.D.-Offizier wiederverwendet und fungierte als Kommandierender General des Stellvertretenden Generalkommandos des XXI. Armee-Korps in Saarbrücken. Am 27. Januar 1918 schlug ihn der König noch zum Ritter des Schwarzen Adlerordens.

### Familie
Moßner heiratete in erster Ehe am 17. März 1877 in der evangelischen Militärgemeinde zu Bonn Meta Giebert (* 21. Mai 1856 in Fray Bentos, Uruguay; † 13. August 1882 in Gmunden). Nach ihrem Tod heiratete er am 12. Dezember 1883 in Sondershausen Anna von Wolffersdorff (* 12. April 1859 in Sondershausen; † 21. November 1907 in Straßburg). Sie war die Tochter des fürstlich Schwarzburg-Sondershausenschen Kammerherrn und Hofjägermeisters Adolf von Wolffersdorff und der Liddy Rath. Aus den Ehen gingen folgende Kinder hervor:
- Henriette Gertrud Meta Emma (* 1878) ⚭ Ernst Levy von Halle
- Wilhelm Georg Robert (1878–1879)
- Robert Max Ferdinand (* 1880)
- Elisabeth Liddy Hedwig Wanda (* 1884)
- Ernst Adolf Karl Walter Anton (1886–1944)
- Anna Maria Martha Hedwig Klara (* 1890)

## Auszeichnungen
- Großkreuz des Roten Adlerordens mit Eichenlaub und Schwertern und mit Schwertern am Ringe[10]
- Kronenorden I. Klasse[10]
- Preußisches Dienstauszeichnungskreuz[10]
- Bayerischer Militärverdienstorden II. Klasse[10]
- Großkreuz des Greifenordens[10]
- Großkreuz des Albrechts-Ordens mit goldenem Stern[10]
- Ehrenkreuz II. Klasse des Lippischen Hausordens[10]
- Ehrenritterkreuz des Ordens der Württembergischen Krone[10]
- Kommentur II. Klasse des Friedrichs-Ordens[10]
- Großoffizier des Leopoldsordens[10]
- Großoffizier des Ordens der aufgehenden Sonne[10]
- Komtur des Ordens der Heiligen Mauritius und Lazarus[10]
- Großkreuz des Ordens der Italienischen Krone[10]
- Großkreuz des Franz-Joseph-Ordens[10]
- Mecidiye-Orden II. Klasse[10]